# Dmitri Witaljewitsch Bogomolow

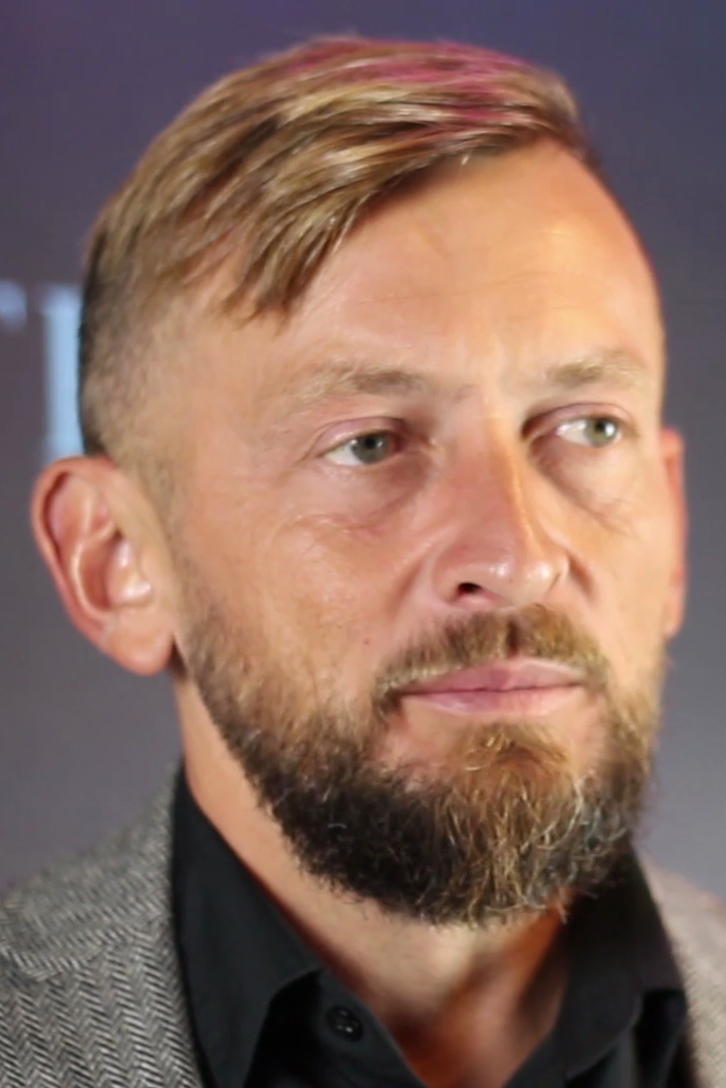
Dmitri Bogomolow (2018)

Dmitri Witaljewitsch Bogomolow (russisch Дмитрий Витальевич Богомолов, englisch Dmitry Bogomolov, auch Dmitri Bogomolov oder Dimitry Bogomolov; * 21. November 1976 in Omsk, Sowjetunion) ist ein russischer Film- und Fernsehschauspieler, der in Portugal lebt und arbeitet.

## Leben
Dmitri Bogomolow studierte an der Hochschule für Kunst und Kultur in seiner Heimatstadt Omsk (Abschluss 1997 als Schauspieler). Später ging er nach Portugal, wo Regisseur João Canijo ihm 2004 seine erste Rolle im portugiesischen Kino gab. Besonders im folgenden Film, Catarina Ruivos prämiertes Drama André Valente (2004), fiel er der Filmkritik als überzeugender Charakterdarsteller auf und wurde als Bereicherung für den portugiesischen Film betrachtet.
2012 absolvierte er einen erneuten Schauspiel-Lehrgang, jetzt bei Michael Margotta (vom Lee Strasberg Theatre and Film Institute in New York) und ist seither aktives Mitglied des The Actors Center in Rom, unter der Leitung von Margotta.
Für seine Nebenrolle in Bruno Gascons Film Carga wurde er 2019 bei den portugiesischen CinEuphoria Awards ausgezeichnet und war für die Prémios Sophia nominiert.
Neben seinen Filmrollen spielt er immer wieder auch in portugiesischen Fernsehserien und Telenovelas, gelegentlich auch in internationalen Filmproduktionen und spanischen Fernsehserien. Er beherrscht fließend Russisch und Portugiesisch und spricht auch Englisch und Spanisch, zudem übernimmt er die meisten Stunts in seinen Filmen selbst.

## Filmografie
- 2004: Noite Escura; R: João Canijo
- 2004: André Valente; R: Catarina Ruivo
- 2004–2005: Inspector Max (Fernsehserie, zwei Folgen)
- 2007: The Lovebirds; R: Bruno de Almeida
- 2007: Chasin' the Bird (Kurzfilm); R: Luís Campos, Hugo Moreira, Humberto Rocha
- 2007: Isquemia (Kurzfilm)
- 2008: Casos da Vida  (Fernsehserie, eine Folge)
- 2009: Duas Mulheres; R: João Mário Grilo
- 2010: América; R: João Nuno Pinto
- 2010–2012: Lua Vermelha (Fernsehserie, 338 Folgen)
- 2011: Laços de Sangue (Telenovela, neun Folgen)
- 2011: Liberdade 21 (Fernsehserie, eine Folge)
- 2011: Sangue do Meu Sangue; R: João Canijo
- 2011: Velhos Amigos (Fernsehserie, eine Folge)
- 2012: Rosa Fogo (Telenovela, eine Folge)
- 2012: Assim Assim; R: Sérgio Graciano
- 2012: Lines of Wellington – Sturm über Portugal; R: Valeria Sarmiento (auch Fernseh-Mehrteiler)
- 2012: Maternidade (Fernsehserie, eine Folge)
- 2012: Operação Outono; R: Bruno de Almeida
- 2012: Sinais de Vida (Fernsehserie, eine Folge)
- 2013: Dancin' Days (Telenovela, drei Folgen)
- 2014: The Chronicles of Polyaris; R: Christine Reeh
- 2016: A Canção de Lisboa; R: Pedro Varela
- 2016: Os Boys (Fernsehserie, eine Folge)
- 2016–2017: Amor Maior (Telenovela, 72 Folgen)
- 2017: Sim, Chef! (Fernsehserie, zehn Folgen)
- 2017–2018: Espelho d'Água (Telenovela, 126 Folgen)
- 2018: Jogo Duplo (Fernsehserie, drei Folgen)
- 2018: Moscatro (Kurzfilm); R: Patrícia Maciel
- 2018: Carga; R: Bruno Gascon
- 2018–2019: Valor da Vida (Telenovela, zehn Folgen)
- 2019: Três Mulheres (Fernsehserie, eine Folge)
- 2019: Onde Está Elisa? (Fernsehserie, eine Folge)
- 2019: Alma e Coração (Telenovela, drei Folgen)
- 2019: Vidas Opostas (Fernsehserie, eine Folge)
- 2019: AvoDezanove e o Segredo Do Soviético; R: João Ribeiro
- 2020: Amar Demais (Telenovela, acht Folgen)
- 2020–2021: Terra Brava (Telenovela, 35 Folgen)
- 2021: O Clube (Fernsehserie, eine Folge)
- 2021: Estoy vivo (Fernsehserie, eine Folge)
- 2021: Los hombres de Paco (Fernsehserie, eine Folge)
- 2022: Nasdrovia (Fernsehserie, sechs Folgen)
- 2024: Operation Marea Negra (Fernsehserie, fünf Folgen)